# Asproinocybe
Asproinocybe es un género de hongos en la familia Tricholomataceae. El género contiene cinco especies propias de  África tropical y el sureste de Asia.